# جیمس گیوزالیان
جیمس آرمناکی گیوزالیان (ارمنی: Ջեյմս Արմենակի Գյոզալյան؛  زادهٔ ۲۵ ژوئیهٔ ۱۹۲۵ - درگذشته ۱۹۸۷) یک آهنگساز و رهبر گروه کر اهل ارمنستان بود.

## زندگی‌نامه
در ۲۵ ژوئیهٔ ۱۹۲۵ در لنیناکان به دنیا آمد و از انستیتو علوم تربیتی دولتی گیومری و کنسرواتوار دولتی کومیتاس ایروان فارغ‌التحصیل شد. وی در گروه موسیقی و رقص دولتی تاتول آلتونیان ارمنستان فعالیت می‌کرد. وی همچنین برنده چهره هنری شایسته ارمنستان شوروی شده است. وی در ۱۹۸۷ در سن ۶۲ سالگی در ایران درگذشت.